# Asesinato masivo

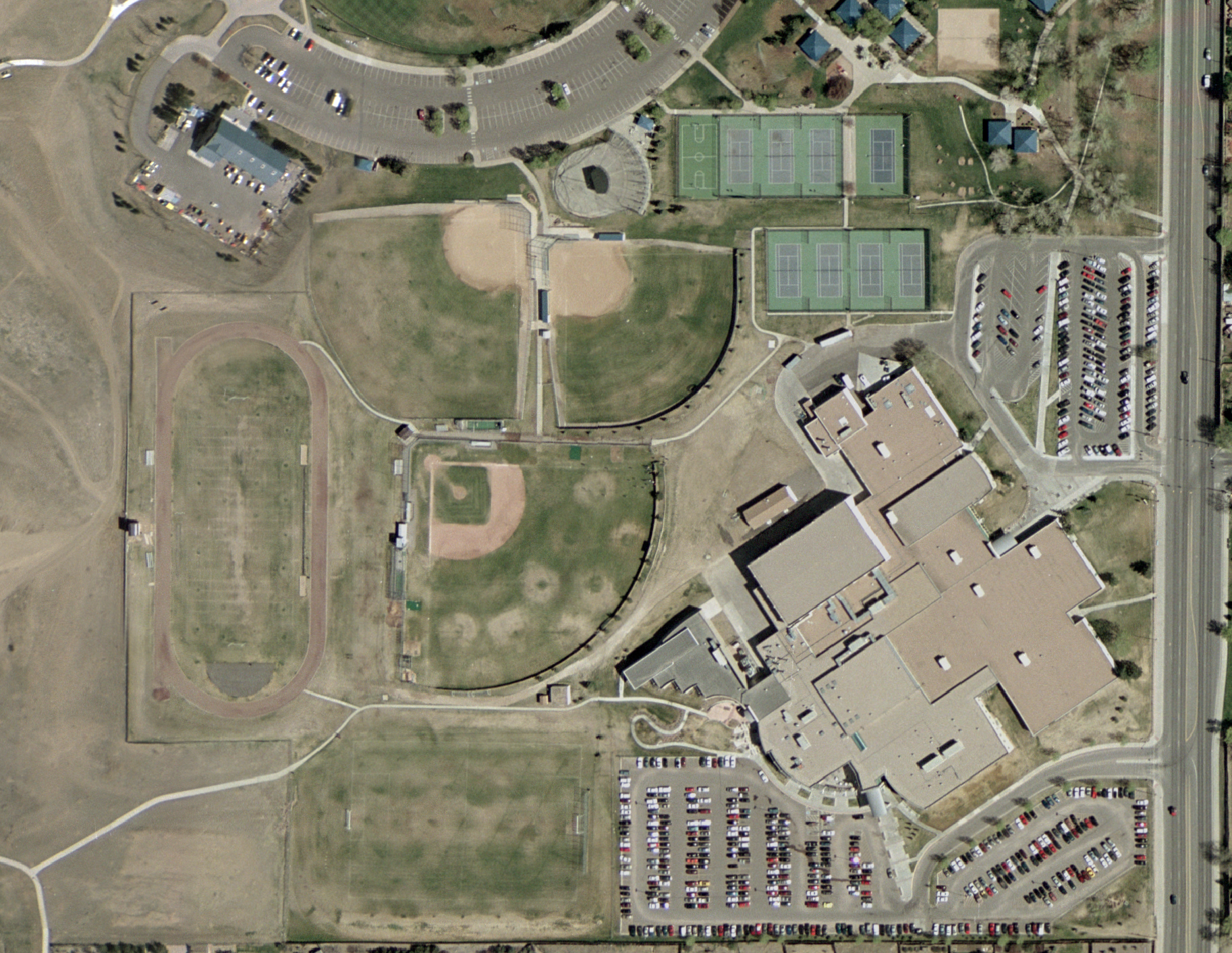
Vista del instituto estadounidense Columbine, donde el 20 de abril de 1999 sucedió el tiroteo escolar más conocido: la Masacre de la Escuela Secundaria de Columbine, que acabó con 15 muertos y 24 heridos. Debido a la combinación de la cultura de las armas en EE. UU. y la precariedad de métodos de observación y diagnóstico de enfermedades mentales en comparación con otros países desarrollados y con similar poder de adquisición en el resto del mundo, suelen suceder allí de forma periódica tiroteos masivos.

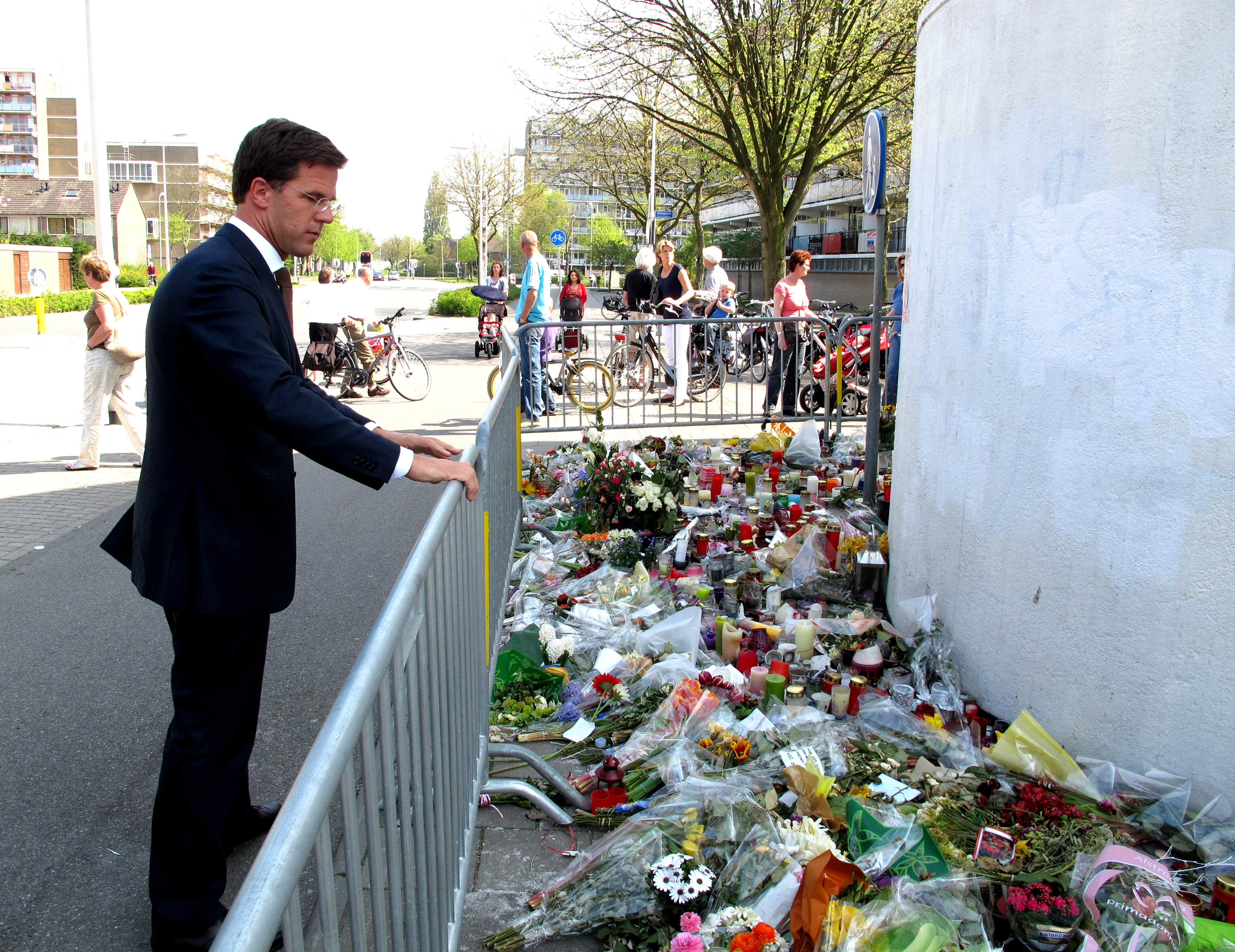
Mark Rutte, Primer ministro de los Países Bajos, delante del memorial de homenaje construido luego del tiroteo en el centro comercial de Alphen aan den Rijn, en el año 2011.

Un asesinato masivo o matanza es el acto de asesinar a un número elevado de víctimas, de manera simultánea o en un periodo corto de tiempo. Puede ser cometido por individuos u organizaciones.
Los mayores asesinatos masivos de la historia han correspondido a intentos de exterminio, basados frecuentemente en conceptos o preceptos étnicos o religiosos, de grupos completos o comunidades de personas. En la actualidad, dichos actos suelen describirse como genocidios. Aunque algunos consideran que el genocidio puede existir donde hay una intención o plan para exterminar a un grupo en particular y que asesinar no es una condición necesaria, en contraste, «asesinato masivo» consiste efectivamente en el asesinato de un elevado número de personas.
El término «asesinato masivo» se relaciona con otras expresiones como genocidio y masacre.

## Asesinato masivo cometido por individuos
Fuera de un contexto político, el término «asesinato masivo» se refiere al matar un número elevado de personas al mismo tiempo. Ejemplos incluirían disparar un arma de fuego en contra de una multitud en el curso de un robo, o incendiar un lugar donde se haya congregado una multitud. Este es un término ambiguo, en este aspecto similar al de asesinato itinerante  o spree killing (matanza múltiple).
El USA Bureau of Justice Statistics define al asesinato masivo como aquel que implica «el asesinato de cuatro o más víctimas en una ubicación en un evento».
La mayoría de los asesinos masivos caen dentro de tres categorías: aniquiladores de familias, individuos con trastornos mentales, y trabajadores disgustados.
En lo que se refiere al término «trabajadores disgustados», es una nomenclatura frecuentemente no muy exacta, ya que un buen número de asesinos masivos son extrabajadores despedidos de sus empleos y posteriormente regresan fuertemente armados y matan a sus colegas. Uno de estos casos famosos de trabajadores disgustados se suscitó en los años 80 en la empresa Electromagnetics System Labs (en California) cuando el programador de computadoras Richard Farley, que después de ser despedido por acoso a una de sus colegas de nombre Laura Black, regresó a su lugar de trabajo con diversas armas de fuego dando muerte a siete de sus colaboradores, fallando en su intento de matar a la misma Laura.
Tal definición es evidentemente caduca y no cae en la lista de fenómenos de masacres en las escuelas cometidas por estudiantes tales como el caso de la masacre del Instituto Columbine, donde varios jóvenes incursionaron en una «juerga asesina» a través de su escuela, matando a estudiantes y maestros sin distinción antes de suicidarse.
También hay casos de asesinatos masivos aparentemente "no intencionales" al menos en términos de premeditación. Tal es el caso del refugiado cubano Julio Gonzales, que incendió el club nocturno "Happy Land" en la ciudad de Nueva York después de haber discutido con su novia y a quien un miembro de seguridad sacó del local (en el siniestro murieron 87 personas, y solo sobrevivió su novia).
Algunos "asesinos masivos" pueden tener motivos financieros en donde el matar es por tanto no un fin sino un medio o es resultado fortuito de un robo, el caso más extraño es el del japonés Sadamichi Hirasawa quien envenenó con cianuro a 12 empleados de un banco para cometer un robo.
Sin embargo, a diferencia de los asesinos en serie, raramente existe un motivo sexual en el caso de los asesinos masivos, si bien se pueden encontrar excepciones tales como la de Szilveszter Matuska, un austriaco quien aparentemente obtenía placer sexual al dinamitar trenes (con gente dentro preferentemente). Su fetichismo letal cobro la vida de 22 personas antes de ser atrapado en 1932.
Según el libro de Loren Coleman Copycat Effect, la publicidad sobre estas múltiples muertes tiende a provocar más eventos similares.

## Asesinato masivo cometido por el Estado
El concepto de Estado responsable de asesinato masivo cubre un rango potencial de muertes. Ejemplos claros del Estado responsable de masacres incluyen:
- Genocidio de un grupo étnico o religioso en particular, ya sea externo o interno al Estado, tal como el Holocausto contra el pueblo judío, el genocidio armenio, o el genocidio de Ruanda.
- Matanza del Salsipuedes en Uruguay.[1][2]
- Genocidio selknam en Chile
- Masacre de Rincón Bomba en Argentina.[3]
- Asesinato masivo con perfil político al matar a un grupo político en particular dentro de un país como en el caso de la limpieza étnica emprendida en contra de los tártaros de Crimea y otras minorías durante la Gran Purga de Stalin.
- Deliberadas masacres de civiles durante tiempo de guerra, es el caso de la Masacre de Nankín (perpetrada por los japoneses contra los chinos) o el de las bombas atómicas (lanzadas por EE. UU. a Japón).
- Matanzas de Paracuellos cometidas por el bando republicano en 1936 durante la guerra civil española.
- Masacre de Badajoz cometidas por el bando sublevado en 1936 durante la guerra civil española.
- Acciones en las cuales el Estado causó la muerte de un elevado número de personas debido a desastres económicos, como el caso de Holodomor en la Unión Soviética en los años 1932-1933 o el Gran Salto Adelante en China en 1958-1962.[cita requerida]
- Matanza de Tlatelolco perpetrada el 2 de octubre de 1968 por orden del gobierno mexicano en la Plaza de las Tres Culturas de la Ciudad de México.
- Masacre de las Bananeras perpetrada el 5 y 6 de diciembre de 1928 por el Ejército Nacional de Colombia en el municipio de Ciénaga Departamento del Magdalena
- Masacre del 22 de enero perpetrada el 22 de enero de 1967 por la Guardia Nacional en la Avenida Roosevelt de Managua, Nicaragua.

Algunas personas consideran que cualquier muerte suscitada en combate debiera ser considerada como asesinato masivo cometido por el Estado aunque no es una posición general.

## Asesinato masivo cometido en guerra

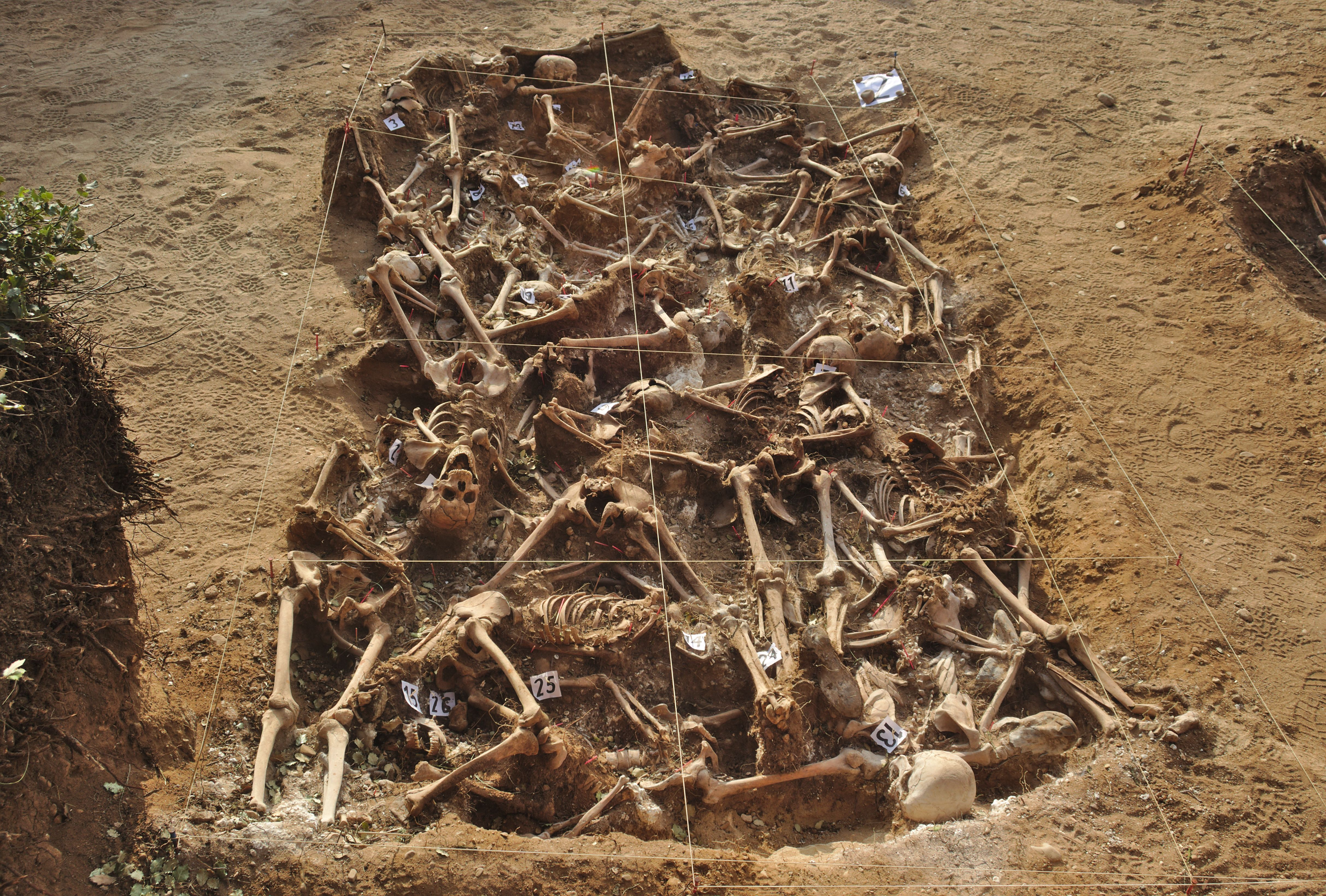
Fosa común en Estépar, provincia de Burgos, con 26 víctimas del bando republicano. La excavación tuvo lugar en los meses de julio y agosto del 2014.

La muerte de un gran número de personas civiles o prisioneros de guerra también es llamado crimen de guerra e incluso se le puede denominar genocidio si está presente la motivación étnica, tal como ocurrió durante la «conquista del oeste» de los blancos estadounidenses y la desintegración de Yugoslavia.